# Northwest Territories
De Northwest Territories, in Nederlands: Noordwest Territoria
(NWT) zijn een territorium van Canada. Het territorium heeft een oppervlakte van 1.346.106 km² en telt 41.070 inwoners (2021). De hoofdstad, en enige stad, is Yellowknife.

## Geografie
De Northwest Territories liggen ten noorden van de 60e breedtegraad tussen Yukon en Nunavut in. In het westen van het territorium liggen de Rocky Mountains terwijl naar het noorden en oosten toe het landschap vlakker en lager is. Enkele grote (waaronder Great Bear Lake en Great Slave Lake) en vele kleine meren, bepalen grote delen van de geografie van het gebied. De Mackenzie is de belangrijkste rivier.
Naar het noorden toe maken diverse eilanden van het Arctische Archipel deel uit van de NWT waarvan Victoria en Bankseiland de grootste zijn.
Het hoogste punt in de Northwest Territories is Mount Nirvana, dicht bij de grens met Yukon, met een hoogte van 2773 m boven zeeniveau.
Zie ook: Canadese Arctische Eilanden

## Demografie en economie

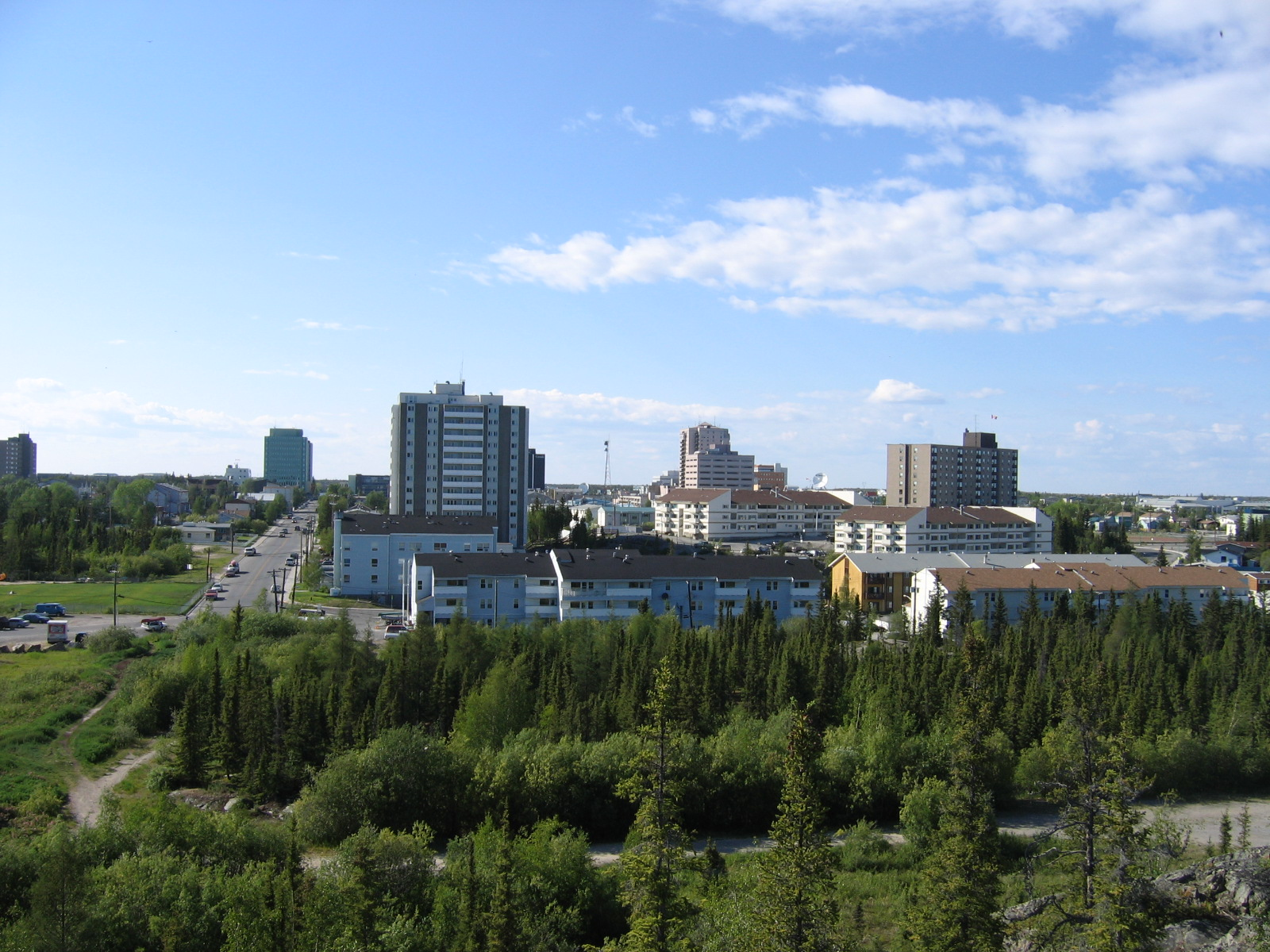
De hoofdstad Yellowknife

Ondanks de grootte van het territorium tellen de Northwest Territories niet meer dan 41.389 inwoners waarvan ongeveer 40% in de hoofdstad Yellowknife woont. Er zijn geen andere plaatsen in het territorium van meer dan 5000 inwoners. Er zijn elf officiële talen met naast het Engels en Frans ook negen talen van lokale First Nations-volkeren en Inuit. Voor vrijwel alle officiële documenten wordt Engels gebruikt.
De belangrijkste economische activiteit van de NWT is mijnbouw. Er worden onder andere diamanten, goud en aardgas gewonnen.

## Geschiedenis
Voor de eenwording van Canada in 1867 was het gebied dat nu de Northwest Territories is grotendeels in handen van de Hudson's Bay Company, een privaat bedrijf. In 1870 overhandigde de HBC het gebied aan Canada. De NWT besloegen toen een groot deel van Canada van wat nu Brits-Columbia is tot aan de Hudsonbaai en delen van Quebec in het oosten en zuidwaarts tot aan de grens met de Verenigde Staten.

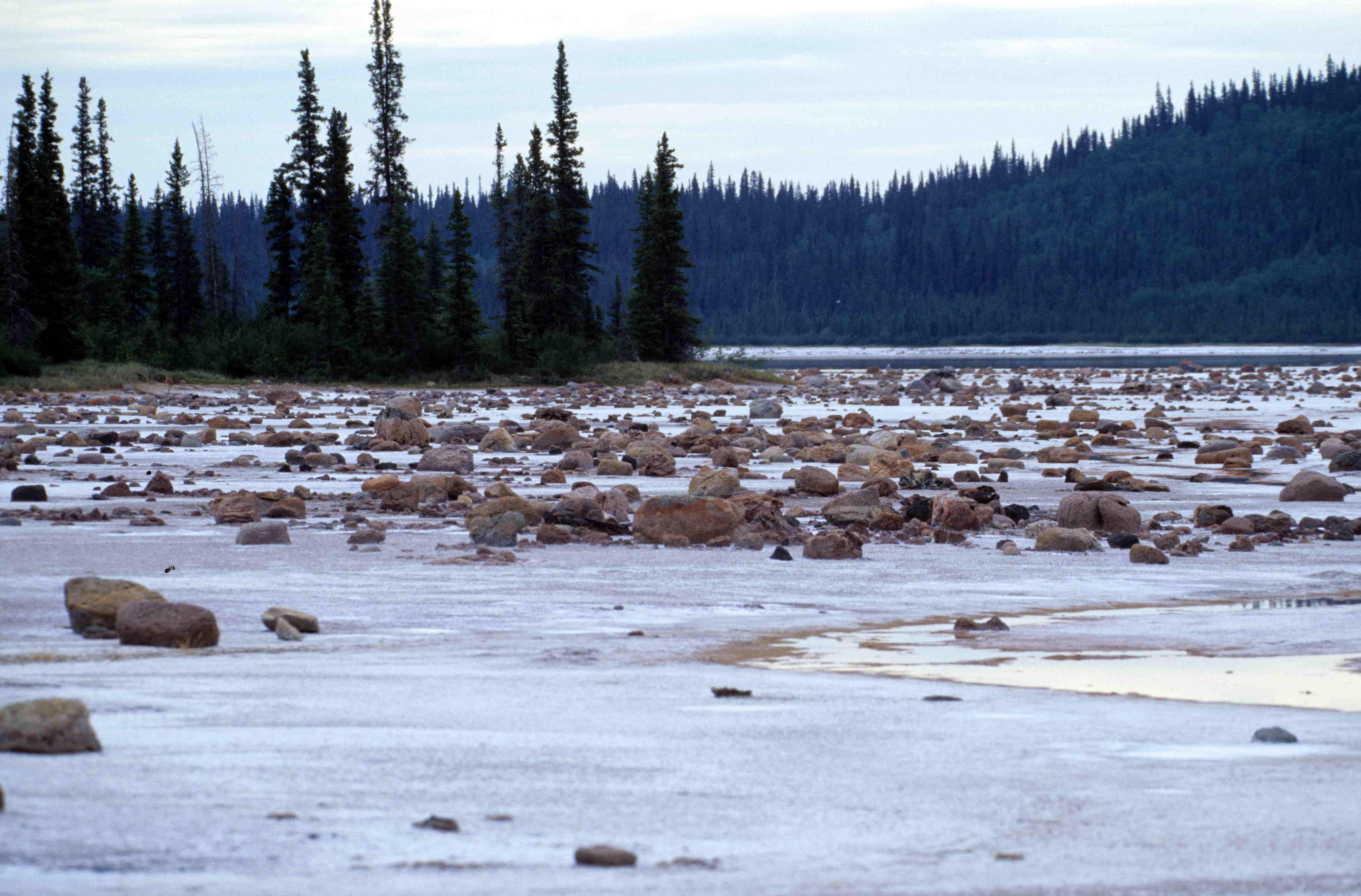
Wood Buffalo National Park ligt op de grens van de NWT en Alberta

Met de vorming van nieuwe provincies, Brits-Columbia in 1870, Manitoba en in 1905, Alberta en Saskatchewan werd het territorium gestaag kleiner. De uitbreiding van Ontario en Quebec noordwaarts alsmede de vorming van het Yukon Territory tussen 1880 en 1898 verkleinde de NWT nog meer. Wel werden in 1880 een deel van het Arctische Archipel dat tot dan toe onder direct Brits bestuur stond aan de NWT toegevoegd. In 1912 bestond het territorium uit drie districten, te weten: Keewatin, Franklin en Mackenzie, en had het een oppervlakte groter dan India.
Op 1 april 1999 werd Nunavut van het territorium afgescheiden waardoor het meer dan de helft van zijn oppervlakte verloor.